# 苏高潮
苏高潮（？—），男，中华人民共和国外交官，曾任中华人民共和国驻伊兹密尔总领事。

## 生平
苏高潮曾任驻叙利亚大使馆政务参赞、首席馆员和外交部西亚北非司参赞。2014年4月，出任中华人民共和国驻伊兹密尔总领事。2016年4月，自驻伊兹密尔总领事离任。